# ام‌وی تیرونال
ام‌وی تیرونال (به انگلیسی: MV Tyrronall) یک کشتی بود که طول آن ۱۰۷ فوت ۰ اینچ (۳۲٫۶۱ متر) بود. این کشتی در سال ۱۹۳۵ ساخته شد.